# 高保勗
高保勗（924年—962年），字省躬，五代時期荊南君主（荊南節度使）。為高從誨之第十子，高保融之弟。高保勗幼時為高從誨所喜愛，高從誨因事盛怒，見到高保勗必釋然而笑，是故百姓稱之為「萬事休」。
宋太祖建隆元年（960年），高保融因病去世，其子高繼沖年紀尚小，因此遺命高保勗繼位，總判內外軍馬事。不久，即為宋任命為荊南節度使。
高保勗少時多病，體態瘦弱，但頗有治事之才。然而繼位後，放縱荒淫而沒有節制，白天召娼妓至官府，而挑選強壯的士兵，命其隨便調戲淫謔，然後自己再和姬妾一同觀賞做為娛樂。又喜歡營造亭台樓閣，花費人力物力無數，而不理國政，人民都很不滿。
建隆三年（962年），高保勗因病去世，被宋朝贈侍中。遺命其姪即高保融之子高繼沖嗣位。
高保勗去世後數月，南平即為宋所滅，有附會者即以其綽號「萬事休」為預兆。
| 前任： 兄貞懿王高保融 | 南平君主 960-962 | 繼任： 姪高继冲 |